# Piura La Vieja
Piura La Vieja es un caserío peruano ubicado en el distrito de Morropón, perteneciente a la provincia homónima del departamento de Piura, al norte del Perú.

## Demografía
En 2017 Piura La Vieja tenía una población de 592 habitantes.
| Gráfica de evolución demográfica de Piura La Vieja entre 1940 y 2017 |
|                                                                      |
| Fuentes: Población 1940, 1993 y 2017                                 |